# Tasata quinquenotata
Tasata quinquenotata là một loài nhện trong họ Anyphaenidae.
Loài này thuộc chi Tasata. Tasata quinquenotata được Eugène Simon miêu tả năm 1897.